# Станіслав Домбський
Станіслав Домбський (герб Годземба; бл. 1638 — 15 грудня 1700, Краків) — єпископ РКЦ Краківський, Куявський, Плоцький, Луцький та Холмський.

## Життєпис
Син Адама (пом. 1660), каштелян слонський і Ельжбети Ємієльської, доньки Станіслава, каштеляна ковальського. Брат Жигмонта (помер 1704), Брестсько-Куявського воєводи та Людвіка (пом. 1678), каштеляна конарсько-куявського.
Випускник Краківської академії, секретар Міхала Корибута Вишневецького.
У 1672 Домбський був депутатом духовенства у Коронному трибуналі.
З 1673 р. Холмський єпископ.
1676 — призначений єпископом Луцьким, 1682 — єпископ Плоцький.
1692 — знову переведений до Куявської єпархії.
Звів собор у Луцьку та палац в Торуні.
Домбський був дуже активним у політичному житті Речі Посполитої.
У 1674 підтримав гетьмана Яна Собеського у його зусиллях зі здобуття польської корони, ставши одним із лідерів антифранцисканської партії.
Після смерті Яна III Домбський підтримав кандидатуру сина Яна Собеського — Якуба Собеського як польського короля.
Зрештою, Домбський став на сторону Августа II Сильного, у якого він служив курфюрстом Познанського воєводства. Хоча Август II не набрав більшості голосів, здобувши менш престижний титул польського коронного принца, Домбський, як заступник настоятеля Польщі, вирішив здійснити його коронацію на польського короля в соборі у Вавелі 27 жовтня 1697.
У нагороду 30 березня 1700 Август II призначив його єпископом Краківським.
Однак Домбський не прийняв це єпископство, оскільки раптово помер, готуючись до вступу до єзуїтського монастиря в Кракові.
Похований в церкві Св. Петра і Павла у Кракові.
Домбському вдалося завоювати прихильність пастви великою щедрістю. Для собору у Вавелі він замовив чудову монстрацію, обсипану дорогоцінним камінням, що збереглася до наших днів.